# El Pinar de Campoverde
El Pinar de Campoverde är en ort i Spanien.   Den ligger i provinsen Provincia de Alicante och regionen Valencia, i den sydöstra delen av landet, 400 km sydost om huvudstaden Madrid. El Pinar de Campoverde ligger 135 meter över havet och antalet invånare är 3 000.
Terrängen runt El Pinar de Campoverde är lite kuperad.  Närmaste större samhälle är Torrevieja, 15,7 km nordost om El Pinar de Campoverde. Trakten runt El Pinar de Campoverde består till största delen av jordbruksmark.